# 小行星5324
小行星5324（英語：5324 Lyapunov）是一颗围绕太阳公转的小行星。1987年9月22日，柳德米拉·卡拉季奇在克里米亚发现了此天体。
这颗小行星的绝对星等为320.1772164082041等。